# 牛進祿
牛進祿（1907年10月22日—1992年4月29日），字申之。山西祁縣人。民國37年（1948年）在農會北區當選第一屆立法委員

## 生平[1][2]
- 十四歲時，奉黨國先進之命，赴包頭參與黨務工作
- 綏遠省立師範學校講習科
- 小學教員
- 縣農會幹事
- 綏遠省參議員
- 包頭日報社長
- 知行通訊社社長
- 包頭中學校長
- 綏遠省農會理事
- 1992年先生病逝於台北，享年85歲[3]